# John Dighton
John Gervase Dighton (* 12. August 1909 in London; † 1989) war ein britischer Drehbuchautor und Schriftsteller.

## Leben und Wirken
John Dighton besuchte die Charterhouse School und studierte anschließend am Caius College in Cambridge. Anschließend arbeitete Dighton als Journalist bei den Northcliffe Newspapers, ehe er 1935 zum Film stieß.
Zunächst, in den 1930er und 1940er Jahren, schrieb Dighton die Drehbücher für eine Reihe von anspruchsarmen und kostengünstig hergestellten Komödien und Lustspielen mit den britischen Publikumslieblingen Will Hay und George Formby. Nach dem Zweiten Weltkrieg war Dighton auch an höherwertigen Filmen beteiligt. Besondere Erfolge verzeichnete er mit seinen Manuskripten zu zwei Komödienklassikern der Ealing Studios mit Alec Guinness: Adel verpflichtet und Der Mann im weißen Anzug. Zu einigen seiner Drehbücher wie The Happiest Days of Your Life und Who Goes There? schrieb Dighton auch die Vorlage.
Nach seiner Oscar-Nominierung für die römische Romanze Ein Herz und eine Krone, die den Durchbruch für Audrey Hepburn bedeuten sollte, schien Dighton auch für Hollywood interessant. Doch fand er dort lediglich 1955 Beschäftigung, als er für einen weiteren Guinness-Film, die Molnar-Adaption Der Schwan mit Grace Kelly in der weiblichen Hauptrolle, verpflichtet wurde. Bereits zum Ende desselben Jahrzehnts zog sich John Dighton ins Privatleben zurück. Dighton soll 1989 gestorben sein, ein genaues Todesdatum bzw. der Sterbeort ist derzeit nicht feststellbar. Ein Tod in England kann ausgeschlossen werden, da die dortigen Sterberegister seinen Namen nicht ausweisen.

## Filmografie
- 1936: Hail and Farewell
- 1937: The Vulture
- 1938: Thank Evans
- 1938: The Viper
- 1940: Sailors Three
- 1940: Saloon Bar
- 1941: The Ghost of St. Michael’s
- 1941: Glück muß man haben (Turned Out Nice Again)
- 1942: Went the Day Well?
- 1942: The Goose Steps Out
- 1942: Ein gefährliches Unternehmen (The Foreman Went to France)
- 1942: The Next of Kin
- 1943: Undercover
- 1943: My Learned Friend
- 1944: Champagne Charlie
- 1947: Nicholas Nickleby
- 1948: Königsliebe (Saraband for Dead Lovers)
- 1949: Adel verpflichtet (Kind Hearts and Coronets)
- 1950: Das doppelte College (The Happiest Days of Your Life)
- 1951: Der Mann im weißen Anzug (The Man in the White Suit)
- 1952: Who Goes There!
- 1952: Brandy for the Parson
- 1952: Folly to Be Wise
- 1953: Ein Herz und eine Krone (Roman Holiday)
- 1956: Der Schwan (The Swan)
- 1957: The Barretts of Wimpole Street
- 1959: Der Sommer der 17. Puppe (Summer of the Seventeenth Doll)
- 1959: Der Teufelsschüler (The Devil's Disciple)